# Cementiri vell d'Anglès
El Cementiri vell d'Anglès és una obra d'Anglès inclosa a l'Inventari del Patrimoni Arquitectònic de Catalunya.

## Descripció
Es tracta d'un típic cementiri popular de planta rectangular amb els nínxols distribuïts o organitzats en fileres.
Tot i ser el cementiri vell, encara s'hi conserven una sèrie d'elements interessants malgrat que es trobin en un estat penós de conservació, com és el cas de la capella. Aquesta es caracteritza per ser de planta rectangular, coberta amb una teulada a dues aigües de vessants a laterals i dels extrems floreixen dos pinacles. Pel que fa a la façana aquesta destaca per l'aglomeració de diversos elements ornamentals interessants com són: des de la petita rosassa circular amb diversos nivells de motllures interiors i sense vidre; passant per la portada rectangular rematada per un arc apuntat amb una segeta molt accentuada i fins a arribar a la cornisa la qual disposa d'un interessant fris corregut d'arquets apuntats.
Com ja hem esmentat anteriorment, la capella es troba en un estat avançat de deteriorament com així ho acredita un dels vessants de la coberta, concretament l'esquerra, que està parcialment esfondrat.

## Història
Ens trobem davant del cementiri que fins fa poc era el titular del municipi i que per tant acollia les despulles dels habitants de la vila. Ara bé, en l'actualitat el cementiri ha quedat en desús pel fet que s'ha construït un nou cementiri ubicat als afores de la vila, concretament davant de la carretera que comunica Anglès amb Santa Coloma de Farners. Aquest fet ha provocat que progressivament les restes dels difunts s'hagin anat traslladant al nou cementiri i a més a més, que el cementiri es trobi en un estat penós tant de manteniment com de conservació.
El cementiri vell és datable entre 1910-1920 quan es va substituir l'antic cementiri ubicat al centre de la vila - en les proximitats de l'església parroquial de Sant Miquel de ben segur davant la porta d'entrada i en les proximitats del barri de santa Magdalena- per aquest cementiri ubicat més als afores. Ara bé, els anys han anat passant inexorablament i el nombre d'habitants de la vila ha crescut vertiginosament. Això va provocar, fa uns deu anys aproximadament, que es busqués un nou emplaçament o escenari per al cementiri que aquest és l'actual de la carretera de Santa Coloma.
El cementiri primigeni d'Anglès -l'anterior del que estem parlant-, consistia en un fossar que tenia poques condicions higièniques i que no disposava de suficient espai físic per engrandir-se i eixamplar-se. Aquests dos factors van ser el detonant que van provocar que s'acabés clausurant a mitjans del segle xix. L'any 1867, l'ajuntament i la parròquia aprovaven els estatuts per al funcionament del nou cementiri municipal, que es construiria el l'indret conegut com el camp d'en Ferro. Aleshores, tota aquella zona del que és avui el carrer de la Verneda i carrer d'Alfred Nobel era un despoblat.
La comunicació directa entre el carrer Major i el barri de Santa Magdalena, mitjançant l'actual carrer de Mn. Jacint Verdaguer, va ser possible a partir de l'any 1925. Aleshores, l'ajuntament va comprar a la diòcesi gironina, pel preu de 500 pessetes, el terreny situat davant la porta d'entrada a l'església parroquial, amb la condició que urbanitzaria aquella zona.